# Indonesia – Tôn lạnh Việt Nam
Indonesia – Tôn lạnh Việt Nam (tiếng Anh: Indonesia — Safeguard on Certain Iron or Steel Products, viết tắt: Indonesia — Iron or Steel Products (Viet Nam), DS496) là tranh chấp thương mại quốc tế giữa Việt Nam và Indonesia giai đoạn 2015–18 về mặt hàng tôn lạnh được xuất khẩu từ Việt Nam sang Indonesia. Dưới tình hình nhập khẩu số lượng lớn mặt hàng tôn lạnh, với việc Việt Nam, Đài Loan chiếm lĩnh thị phần nhập khẩu, Indonesia đã ra lệnh áp thuế dưới dạng thuế đặc biệt theo hình thức biện pháp tự vệ thuộc quy định WTO với loại hàng hóa này. Mở đầu là Đài Loan khởi xướng kiện Indonesia vi phạm Hiệp định về Tự vệ, nguyên tắc tối huệ quốc ở DS490, Việt Nam cũng đã tiếp nối khởi kiện và hai vụ việc được hợp nhất giải quyết tranh chấp cùng chung một cơ quan tài phán.
Trải qua tham vấn, hội thẩm, kháng cáo, phúc thẩm, mặc dù cả ba bên đều cho rằng biện pháp đặc biệt của Indonesia là biện pháp tự vệ, các bên hướng tới lập luận tranh cãi là biện pháp đúng hay sai, song, ban hội thẩm, Cơ quan Phúc thẩm đã lật ngược trở lại vấn đề cơ bản, kết luận biện pháp mà Indonesia tiến hành không phải là biện pháp tự vệ, định nghĩa lại khái niệm này một lần nữa. Tranh chấp đi tới kết luận về mặt pháp lý năm 2018, rằng, nội dung khiếu kiện của các nguyên đơn không phù hợp, bị đơn vi phạm nguyên tắc tối huệ quốc, được yêu cầu chỉnh sửa thuế đặc biệt. Phía Việt Nam được Indonesia bãi bỏ thuế đặc biệt, nhưng phải chịu thuế chống bán phá giá một lần nữa cho đến năm 2021.

## Bối cảnh

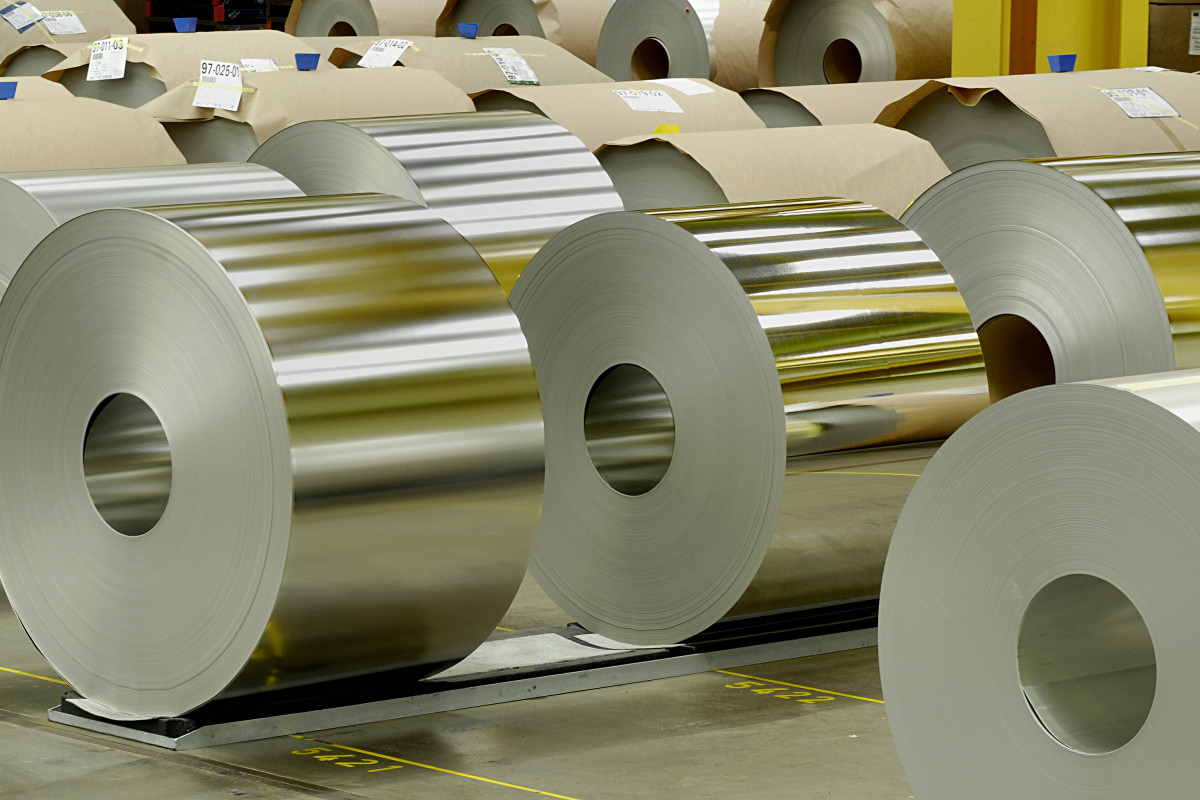
Một loại tôn lạnh dạng nhôm lá mỏng, mặt hàng trong tranh chấp Việt Nam và Indonesia.

Từ những năm 2010, các doanh nghiệp sản xuất vật liệu xây dựng ở Việt Nam mà đi đầu là Tập đoàn Hoa Sen, Công ty cổ phần Tôn Đông Á bắt đầu xuất khẩu các mặt hàng sắt, thép cán mỏng, thép không hợp kim (gọi tắt là tôn lạnh, tên quốc tế là galvalume) sang quốc đảo Indonesia, dần chiếm vị trí quan trọng trên thị trường của nước này. Loại sản phẩm này được đặt tiêu chuẩn chung có chiều rộng từ 600 mm trở lên, được phủ, mạ hoặc tráng bằng hợp kim nhôm kẽm (aluminium-zinc), tỷ lệ dưới 0,6% carbon, có độ dày không quá 0,7 mm, thuộc mã HS 7210.61.11.00. Ngày 19 tháng 12 năm 2012, Indosenia lệnh cho các cơ quan điều tra mà đứng đầu là Ủy ban Tự vệ thương mại Indonesia (Komite Pengamanan Perdagangan Indonesia – KPPI) khởi xướng điều tra đối với thị trường sản phẩm tôn lạnh. Ngày 31 tháng 12 cuối năm, cơ quan điều tra đã kết luận số lượng tôn lạnh nhập khẩu của Indonesia gia tăng từ 79.279 tấn (năm 2008) lên 251.315 tấn (năm 2012), gây thiệt hại lớn cho ngành sản xuất vật liệu của Indonesia. Ngày 15 tháng 7 năm 2014, Bộ trưởng Bộ Tài chính Indonesia ban hành Quyết định số 137.1/PMK.011/2014, công bố trên công báo Berita Negara, theo đó áp dụng các biện pháp tự vệ, áp thuế cho mặt hàng tôn lạnh nhập khẩu, đặc biệt áp dụng cho các bên xuất khẩu chiếm thị phần nhập khẩu lớn nhất ở Indonesia năm 2012 gồm Việt Nam (60,04%), Đài Loan (21%), và Hàn Quốc (15,22%). Biện pháp này được Indonesia gửi thông báo tới Tổ chức Thương mại Thế giới vào ngày 28 tháng 7 cùng năm. Tại Việt Nam, trước thiệt hại cho thuế được áp dụng theo dạng tự vệ từ Indonesia, các doanh nghiệp tôn lạnh đã thống nhất với Hiệp hội Thép Việt Nam, phối hợp với Phòng Thương mại và Công nghiệp Việt Nam kiến nghị Chính phủ Việt Nam kiện Chính phủ Indonesia ra WTO.
Về thỏa thuận thương mại, biểu cam kết của Indonesia tại WTO không đề cập tới ràng buộc thuế quan đối với tôn lạnh. Đầu năm 2015, thuế suất mà Indonesia áp dụng đối với hàng nhập khẩu tôn lạnh trên cơ sở tối huệ quốc (MFN) là 12,5%, được tăng lên 20% vào tháng 5 năm 2015. Indonesia áp dụng thuế suất khoản 0–12,5% đối với tôn lạnh nhập khẩu từ các đối tác thương mại của mình theo bốn hiệp định thương mại khu vực là: Khu vực mậu dịch tự do ASEAN – Trung Quốc (12,5%), Hiệp định thương mại tự do ASEAN – Hàn Quốc (10%), Hiệp định Đối tác kinh tế toàn diện ASEAN – Nhật Bản (10%), và Hiệp định Thương mại hàng hóa ASEAN (0%).

## Tham vấn
Ngày 1 tháng 6 năm 2015, Việt Nam gửi yêu cầu tham vấn, chính thức khởi kiện Indonesia lên Cơ quan Giải quyết Tranh chấp của Tổ chức Thương mại Thế giới liên quan đến việc Indonesia đã áp dụng các biện pháp tự vệ đối với mặt hàng tôn lạnh nhập khẩu từ Việt Nam. Lập luận của Việt Nam tập trung vào hai vấn đề chính: thứ nhất, các biện pháp tự vệ mà Indonesia áp dụng vi phạm các quy định về tự vệ trong Hiệp ước chung về Thuế quan và Mậu dịch (GATT 1994) và Hiệp định về Tự vệ (ASG); thứ hai, các biện pháp tự vệ này vi phạm nguyên tắc tối huệ quốc nêu tại Điều I:1, GATT 1994. Trước đó, ngày 12 tháng 2 năm 2015, Đài Loan đã khiếu kiện Indonesia với nội dung khiếu kiện tương tự, khởi xướng vụ DS490, do đó, hai vụ kiện được hợp nhất về mặt pháp lý quá trình giải quyết tranh chấp tại WTO.
Về phía Indonesia, trong những lập luận về biện pháp đã áp dụng, cho rằng biện pháp của mình là biện pháp tự vệ. Cơ sở mà Indonesia đưa ra để khẳng định tính chất tự vệ của biện pháp này là: việc áp thuế lên các sản phẩm bị điều tra được nhập khẩu từ các nước, trong đó có Việt Nam và Đài Loan đều là thành viên của WTO, là việc tạm ngừng thực hiện ngoại lệ về hội nhập kinh tế khu vực theo Điều XXIV, GATT 1994; Indonesia đã tạm ngừng thực hiện nghĩa vụ đối xử tối huệ quốc bởi nước này đã đưa ra danh sách 120 quốc gia được loại trừ không bị áp thuế đặc biệt. Từ cách lập luận này, với biện pháp thuế đặc biệt mà Indonesia áp dụng, dù nước này không đưa ra ràng buộc thuế quan đối với sản phẩm bị điều tra, thì cũng đã dẫn đến việc tạm ngừng thực hiện một số nghĩa vụ của thành viên WTO, do đó đáp ứng yếu tố cấu thành biện pháp tự vệ dựa theo Điều XIX, GATT 1995, và Điều I, ASG. Ngoài ra, Indonesia cũng khẳng định biện pháp thuế đặc biệt này đã được thông báo lên Ủy ban Các biện pháp tự vệ của WTO theo đúng thủ tục quy định.

## Hội thẩm
Ngày 17 tháng 9 năm 2015, Việt Nam yêu cầu thành lập ban hội thẩm, đến ngày 28 tháng 10, Cơ quan Giải quyết Tranh chấp quyết định thành lập một ban hội thẩm duy nhất để giải quyết tranh chấp hai vụ việc giữa Việt Nam, Đài Loan và Indonesia. Ban Hội thẩm DS490 và DS496 chính thức thành lập ngày 9 tháng 12, với chủ tịch Luz Elena Reyes de la Torre, hai thành viên José Pérez Gabilondo và Guillermo Valles. Vào ngày 18 tháng 8 năm 2017, báo cáo của ban hội thẩm đã được chuyển đến các thành viên.

### Biện pháp tự vệ
Trong tranh chấp, cả Việt Nam, Đài Loan và Indonesia đều nhận định các biện pháp mà Indonesia áp dụng là biện pháp tự vệ, không có tranh chấp về khái niệm này. Song, ban hội thẩm đã phân tích lại khái niệm của biện pháp tự vệ (safeguard measure) theo luật định, và đây cũng là vụ tranh chấp đầu tiên mà cơ quan tài phán WTO xem xét tính chất tự vệ của biện pháp bị khiếu kiện. Ban hội thẩm biện pháp tự vệ là biện pháp phải thỏa mãn các yêu cầu nêu tại Điều XIX.1.a, GATT 1994, theo đó, biện pháp này phải làm ngừng, rút lại hay điều chỉnh một số cam kết, một nhượng bộ trong khuôn khổ hiệp định này. Đồng thời, biện pháp đó phải có mục đích nhằm ngăn chặn hoặc khắc phục các thiệt hại mà ngành công nghiệp trong nước phải gánh chịu vì sự gia tăng đột biến của hàng hóa nhập khẩu. Theo ban hội thẩm, biện pháp tự vệ phải là một biện pháp được áp dụng trong một chừng mực cần thiết để khắc phục các thiệt hại cũng như trong bối cảnh mà tất cả các điều kiện để áp dụng biện pháp tự vệ được đáp ứng.
Ban hội thẩm xem xét thấy rằng trong biểu cam kết của Indonesia tại WTO, không đưa ra ràng buộc thuế quan đối với mặt hàng tôn lạnh, tức nghĩa là, theo phương pháp chọn – cho, Indonesia có quyền áp dụng bất kỳ mức thuế nào đối với sản phẩm tôn lạnh nhập khẩu, kể cả tăng thuế trở lại đối với mặt hàng này. Từ đây, ban hội thẩm khẳng định biện pháp thuế đặc biệt bị khởi kiện không bị coi là dẫn đến ngừng, rút bỏ hay điều chỉnh các nghĩa vụ của Indonesia ở WTO. Tuy không phải là biện pháp tự vệ, ban hội thẩm phân tích thêm và nhấn mạnh rằng các thành viên WTO có quyền thực hiện biện pháp để ngăn ngừa hoặc khắc phục tổn thương nghiêm trọng cho ngành sản xuất trong nước của mình tương tự với biện pháp tự vệ trong trường hợp tương đương, tức loại hàng hóa không trong biểu cam kết, với điều kiện là phải chứng minh được là hành động khắc phục hậu quả đã chọn sẽ đình chỉ, rút lại hoặc sửa đổi nghĩa vụ hoặc nhượng bộ liên quan của GATT 1994 cho mục đích đó.

### Tối huệ quốc
Khi phân tích biện pháp thuế đặc biệt, ban hội thẩm cho rằng biện pháp này của Indonesia không dẫn đến việc tạm ngừng thực hiện ngoại lệ về hội nhập kinh tế khu vực, các cam kết về thuế của Indonesia trong khuôn khổ các hiệp định thương mại tự do khu vực là nghĩa vụ của Indonesia theo các điều ước quốc tế đó, và đây không phải là nghĩa vụ theo quy định của Điều XXIV, GATT 1994 nói riêng hay cả Tổ chức Thương mại Thế giới nói chung. Do đó, ban hội thẩm kết luận rằng không có cơ sở pháp lý nào cho phép khẳng định biện pháp bị khiếu kiện của Indonesia sẽ dẫn đến việc tạm ngừng thực hiện ngoại lệ về tối huệ quốc, tức nghĩa là Indonesia vẫn phải thực hiện nghĩa vụ về tối huệ quốc, khuyến nghị bị đơn điều chỉnh lại biện pháp đặc biệt cho phù hợp nghĩa vụ tối huệ quốc theo Điều X:1, GATT 1994.
...điều XIX, GATT là một "điều khoản cho phép" không áp đặt một nghĩa vụ thực về ký kết các hiệp định thương mại khu vực hay nghĩa vụ phải cung cấp một mức độ tiếp cận thị trường cho các đối tác tham gia hiệp định thương mại khu vực thông qua công cụ nhượng bộ thuế quan.
Bên cạnh đó, ban hội thẩm cũng cho rằng, thuế đặc biệt của Indonesia cũng không phải là một biện pháp dẫn đến việc tạm ngừng, đình chỉ nghĩa vụ của thành viên WTO theo nguyên tắc tối huệ quốc. Việc Indonesia loại trừ một số thành viên đang phát triển ra khỏi phạm vi áp dụng thuế đặc biệt của Indonesia và được nước này viện dẫn Điều 9.1, ASG là không có cơ sở pháp lý. Vì, biện pháp bị khiếu kiện của bị đơn Indonesia không được coi là biện pháp tự vệ nên không thuộc phạm vi điều chỉnh của ASG; việc Indonesia loại trừ 120 quốc gia khỏi danh sách áp thuế đặc biệt cũng không phù hợp với mục tiêu "ngăn chặn hoặc khắc phục các thiệt hại" gây ra cho ngành sản xuất trong nước vì có sự gia tăng quá mức của hàng hóa nhập khẩu, nêu tại Điều XIX.1, GATT 1994. Từ đây, ban hội thẩm viện dẫn ghi chú 1A, Hiệp định Marrakesh, nhấn mạnh việc khi có sự khác nhau giữa GATT 1994 với một hiệp định thương mại đa biên về thương mại hàng hóa thì quy định của hiệp định thương mại đa biên được sử dụng.

## Kháng cáo
Ngày 28 tháng 9 năm 2017, Indonesia đã thông báo cho Cơ quan Giải quyết Tranh chấp về quyết định kháng cáo một số vấn đề về luật định và giải thích pháp lý trong báo cáo của ban hội thẩm, và Việt Nam cũng gửi thông báo kháng cáo ngày 3 tháng 10. Về phía Indonesia, bị đơn tiếp tục khẳng định: để xác định một biện pháp có phải là biện pháp tự vệ hay không, cần phải xem xét mục đích và bối cảnh của biện pháp đó. Indonesia cho rằng, một biện pháp được thông qua với mục đích để phòng ngừa hoặc khắc phục thiệt hại nghiêm trọng hoặc đe dọa gây thiệt hại nghiêm trọng mà một ngành công nghiệp nội địa phải gánh chịu vì có sự chuyển biến không dự đoán được của bối cảnh là một biện pháp tự vệ, và biện pháp đặc biệt của họ đáp ứng điều XIX, GATT 1994. Đồng thời nhấn mạnh rằng, nếu Cơ quan Phúc thẩm đồng ý với nhận định của ban hội thẩm thì cũng đồng ý với việc ban hội thẩm đã bỏ qua tính chất và mục đích đã tuyên bố của biện pháp khi ban hội thẩm kết luận đó không phải là biện pháp tự vệ. Phía nguyên đơn là Việt Nam và Đài Loan kháng cáo cũng đều có chung quan điểm với bị đơn về biện pháp tự vệ. Việt Nam cho rằng, một biện pháp đã được thông qua theo các thủ tục được quy định tại Điều XIX, GATT 1994, ASG, và đã được thông báo theo đúng trình tự thì có căn cứ để xác định biện pháp bị khiếu kiện của Indonesia là một biện pháp tự vệ.

## Phúc thẩm
Cơ quan Phúc thẩm, về biện pháp tự vệ.
Ngày 27 tháng 11 năm 2017, Cơ quan Phúc thẩm thông báo về việc hoãn thời gian ban hành phán quyết DS490 và DS496 bởi số lượng các vụ việc được tăng cường đáng kể mà cơ quan này phải đối mặt trong năm 2017, sự tồn tại của một số kháng cáo tiến hành song song và vấn đề về thiếu nguồn nhân lực trong Cơ quan Phúc thẩm. Cơ quan Phúc thẩm phân công các thành viên xử lý kháng cáo với chủ tịch Triệu Hồng, hai thành viên là Shree Baboo Chekitan Servansing và Peter Van Den Bossche. Đến ngày 15 tháng 8 năm 2018, báo cáo của Cơ quan Phúc thẩm đã được gửi đến các thành viên.
AB tiến hành diễn giải Điều XIX.1.a, GATT 1994 để làm rõ nghĩa của những yếu tố cấu thành (constituent elements) biện pháp tự vệ, khẳng định rằng điều khoản này điều chỉnh các biện pháp ngừng toàn bộ hoặc một phần, một cam kết trong GATT, hoặc việc rút bỏ, điều chỉnh nhượng bộ trong GATT, và việc xác định thế nào là biện pháp tự vệ phải cân nhắc theo từng vụ việc. Theo Cơ quan Phúc thẩm, nhận định của ban hội thẩm về (i) tiêu chí "trong chừng mực", ''theo thời gian" của biện pháp đặc biệt mà Indonesia tiến hành đều chỉ được sử dụng để xác định xem biện pháp đó có được áp dụng một cách tương thích với Điều XIX.1.a, GATT 1994 hay không, mà không phải để xác định yếu tố cấu thành biện pháp tự vệ; và (ii) việc ban hội thẩm cho rằng cần phải xem xét liệu biện pháp đặc biệt có được thông qua trong bối cảnh mà "tất cả các điều kiện để áp dụng biện pháp tự vệ được đáp ứng hay không" là không chính xác. Tuy phủ nhận lập luận định nghĩa biện pháp tự vệ của ban hội thẩm, AB vẫn nhất trí với khẳng định biện pháp đặc biệt của Indonesia không phải là biện pháp tự vệ vì không đáp ứng lẫn không chứng minh được yếu tố cấu thành. Cụ thể là, việc áp thuế đặc biệt cho nhập khẩu tôn lạnh không đáp ứng yếu tố "ngừng, rút bỏ, điều chỉnh nghĩa vụ" vì mặt hàng này không thuộc biểu cam kết; việc loại trừ 120 nước khỏi danh sách áp thuế đặc biệt không đáp ứng yếu tố "khắc phục thiệt hại ngành nội địa". Từ đây, Cơ quan Phúc thẩm bác toàn bộ kháng cáo của Việt Nam, Đài Loan, và Indonesia, giữ nội chung chính về khuyến nghị chung của ban hội thẩm.

## Hậu tranh chấp
Sau tranh chấp pháp lý ở Tổ chức Thương mại Thế giới, lập luận khiếu kiện của Việt Nam và Đài Loan đều không thành công, biện pháp thuế đặc biệt cho tôn lạnh nhập khẩu của Indonesia không phải là biện pháp tự vệ, chủ yếu là do mặt hàng này không được Indonesia liệt kê trong biểu cam kết WTO. Với yêu cầu của khuyến nghị chung về việc điều chỉnh biện pháp cho đúng với nguyên tắc tối huệ quốc, trước nguy cơ xuất hiện tranh chấp pháp lý mới ở các hiệp định thương mại tự do khác, đặc biệt là Hiệp định Thương mại hàng hóa ASEAN, Indonesia có liệt kê mặt hàng tôn lạnh không phải chịu thuế, Indonesia đã dừng áp thuế đặc biệt từ ngày 15 tháng 4 năm 2019, chuyển sang lệnh Ủy ban Chống bán phá giá Indonesia (KADI) điều tra chống bán phá giá, tiến hành áp thuế chống bán phá giá cho tôn lạnh với Việt Nam ở mức thuế 12,3–27,8%, tiếp tục tăng lên mức 3,01–49,2% từ 2020. Trong quá trình Indonesia tiến hành điều tra, Bộ Công Thương Việt Nam cử Cục Phòng vệ thương mại theo dõi diễn biến vụ việc và hỗ trợ các doanh nghiệp sản xuất, xuất khẩu của Việt Nam, ba lần gửi thư tới Bộ Thương mại Indonesia, Ủy ban Chống bán phá giá và một số cơ quan liên quan để đề nghị Indonesia xem xét lại một số nội dung trong phương pháp tính toán, xác định biên độ phá giá chưa phù hợp với quy định của WTO và thông lệ quốc tế. Sau đó, ngày 3 tháng 7 năm 2021, Chính phủ Indonesia quyết định không áp thuế chống bán phá giá với tôn lạnh xuất khẩu từ Việt Nam, kết thúc gần 7 năm chịu các loại thuế nhập khẩu nhằm mục đích bảo vệ ngành sản xuất nội địa của Indonesia.